# Sultoprid

Strukturformel på Sultoprid

Sultoprid är ett atypiskt antipsykotikum. Ett  läkemedel. Sultoprid introducerades av Sanofi-Aventis 1976. Denna blev inte så känd eftersom Sanofi-Aventis snabbt tog fram en efterföljare: Amisulprid.

## Farmakologi
Höga antagonistiska effekter på dopamin D2 och dopamin D3-receptorerna och stimulerar GHB-receptorn.